# Carlos Cardús

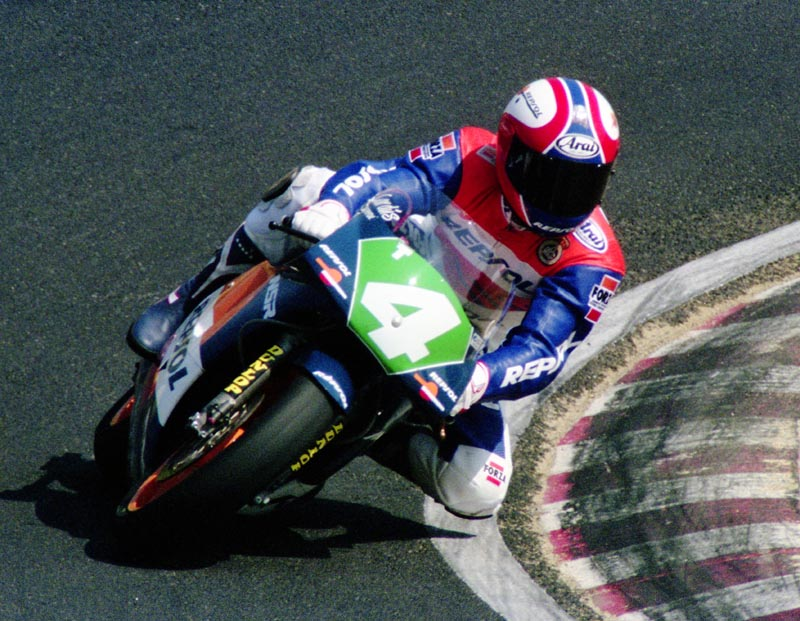
Cardús auf Honda beim Großen Preis von Japan 1990

Carlos Cardús i Carrió (* 29. September 1959 in Barcelona, Katalonien, Spanien) ist ein ehemaliger spanischer Motorradrennfahrer.
Cardús startete in seiner gesamten Motorrad-WM-Karriere in der 250-cm³-Klasse und wurde Saison 1990 hinter John Kocinski Vize-Weltmeister.

## Karriere
Carlos Cardús begann seine Karriere in der spanischen Motorrad-Straßenmeisterschaft. 1981 wurde er Vierter in der 250-cm³-Klasse, 1982 spanischer 250er-Meister. Im folgenden Jahr nahm er, neben der nationalen Meisterschaft, auch an der 250-cm³-Europameisterschaft teil.
Sein Debüt in der Motorrad-Weltmeisterschaft gab er beim Großen Preis von Südafrika 1983 in Kyalami auf einer JJ Cobas-Rotax, erreichte jedoch nicht das Ziel. Im weiteren Saisonverlauf, in dem er fast alle WM-Rennen bestritt, fuhr Cardús mit Rang neun bei seinem Heim-Grand-Prix in Jarama die einzigen Zähler der Saison ein. Der Spanier startete bis 1985 auf Cobas-Rotax, erreichte dabei aber keine vorderen Platzierungen in der 250er-Klasse. 1986 ging er erstmals auf Honda an den Start, blieb aber ähnlich unauffällig.
In der Saison 1987 gelang Carlos Cardús der Durchbruch. Er errang im spanischen Team HRC-Ducados auf Honda NSR beim Großen Preis von Frankreich in Le Mans mit Rang drei seinen ersten Podestplatz. Später folgten in der Tschechoslowakei und in Brasilien weitere dritte Plätze, die ihm mit insgesamt 70 Zählern auf Rang fünf der WM-Gesamtwertung brachten. 1988 erreichte Cardús keine Podiumsplatzierung und wurde WM-Neunter. In der Saison 1989 gelang Carlos Cardús, mittlerweile auf einer Honda des Teams HRC-Repsol startend, beim Großen Preis von Frankreich sein erster Grand-Prix-Sieg. In der Gesamtwertung erreichte er in diesem Jahr den vierten Platz.
Die Saison 1990 wurde die erfolgreichste in Cardús’ WM-Karriere. Er siegte auf Honda in Jugoslawien, Frankreich, der Tschechoslowakei und Schweden und erreichte insgesamt neun Podestplätze in 15 Rennen. Die WM-Entscheidung fiel zwischen ihm und dem US-amerikanischen Yamaha-Piloten John Kocinski erst im letzten Rennen der Saison, dem Großen Preis von Australien in Phillip Island, in den Cardús als WM-Führender gegangen war. Dem Spanier hätte es genügt, als Zweiter hinter Kocinski ins Ziel zu kommen, er fiel jedoch aufgrund eines gebrochenen Gangschalthebels aus, während der US-Amerikaner das Rennen gewann. Cardús wurde letztendlich Vize-Weltmeister.
1991 verlief für Cardús ähnlich erfolgreich wie das Vorjahr. Er startete weiterhin für das Honda-Repsol-Team, konnte zwar keinen Grand Prix gewinnen, fuhr aber elf Podestplätze in 15 Rennen ein und musste sich in der WM-Gesamtwertung lediglich dem Italiener Luca Cadalora und Helmut Bradl aus Deutschland geschlagen geben. 1992 errang Cardús mit Rang zwei in Australien seine letzte Podiumsplatzierung in der 250er-Weltmeisterschaft, in der Gesamtwertung belegte er den achten Platz. In der Saison 1993 bestritt der Spanier nur noch sechs Grands Prix und beendete am Saisonende seine Karriere in der Motorrad-WM.
Im Jahr 1994 ging Carlos Cardús auf Ducati bei zwei Rennen der Superbike-Weltmeisterschaft in Albacete an den Start, bei denen er die Ränge 13 und acht belegte.

## Persönliches
Sein Neffe Ricard Cardús ist ebenfalls Motorradrennfahrer und fährt seit 2010 in der Moto2-Klasse der Motorrad-WM.

## Statistik

### Titel
- 1982 – Spanischer 250-cm³-Meister
- 1983 – Spanischer 250-cm³-Meister

### In der Motorrad-WM
| Saison | Klasse  | Ergebnis | Maschine       | Siege |
| ------ | ------- | -------- | -------------- | ----- |
| 1983   | 250 cm³ | 28.      | JJ Cobas-Rotax | 0     |
| 1984   | 250 cm³ | 25.      | JJ Cobas-Rotax | 0     |
| 1985   | 250 cm³ | 12.      | JJ Cobas-Rotax | 0     |
| 1986   | 250 cm³ | 12.      | Honda          | 0     |
| 1987   | 250 cm³ | 5.       | Honda          | 0     |
| 1988   | 250 cm³ | 9.       | Honda          | 0     |
| 1989   | 250 cm³ | 4.       | Honda          | 1     |
| 1990   | 250 cm³ | 2.       | Honda          | 4     |
| 1991   | 250 cm³ | 3.       | Honda          | 0     |
| 1992   | 250 cm³ | 8.       | Honda          | 0     |
| 1993   | 250 cm³ | 18.      | Honda          | 0     |